# Thermocellio nodulosus
Thermocellio nodulosus är en kräftdjursart som beskrevs av Karl Wilhelm Verhoeff 1942B. Thermocellio nodulosus ingår i släktet Thermocellio och familjen Porcellionidae. Inga underarter finns listade i Catalogue of Life.